# Perlamantispa royi
Perlamantispa royi is een insect uit de familie van de Mantispidae, die tot de orde netvleugeligen (Neuroptera) behoort. 
Perlamantispa royi is voor het eerst wetenschappelijk beschreven door Poivre in 1982.